# Choni (distrikt)
Choni (georgiska: ხონის მუნიციპალიტეტი, Chonis munitsipaliteti) är ett distrikt i Georgien. Det ligger i regionen Imeretien, i den nordvästra delen av landet, 210 km väster om huvudstaden Tbilisi. Administrativt centrum är staden Choni.